# Halinów
Halinów es un pueblo de Polonia, en Mazovia.  Es la cabecera del distrito (Gmina) de Halinów, perteneciente al condado (Powiat) de Mińsk. Su población es de 3.369 habitantes.
Entre 1975 y 1998 perteneció al voivodato de Mazovia.